# Saint-Charles-de-Percy
Saint-Charles-de-Percy település Franciaországban, Calvados megyében. Lakosainak száma 199 fő (2018. január 1.). Saint-Charles-de-Percy Beaulieu, Le Bény-Bocage, Le Désert, Montchamp, Montchauvet, Presles és Souleuvre-en-Bocage községekkel határos.

## Népesség
A település népessége az elmúlt években az alábbi módon változott:
| Lakosok száma | 232  | 203  | 174  | 171  | 170  | 190  | 195  | 204  | 203  | 199  |
|               | 1962 | 1968 | 1982 | 1990 | 1999 | 2008 | 2011 | 2013 | 2017 | 2018 |